# Josephines Mondschnecke

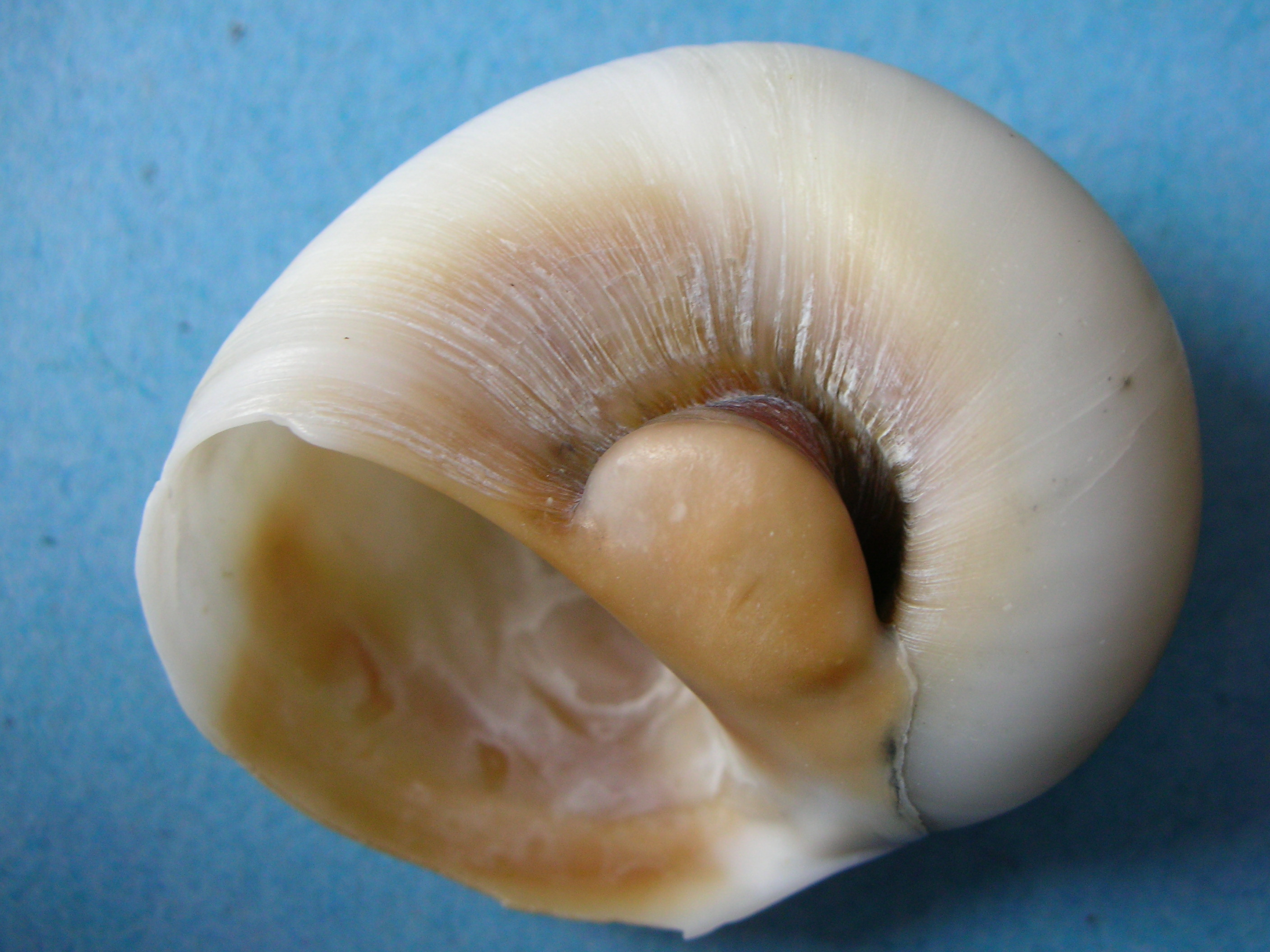
Gehäuse von Neverita josephinia, Sicht auf den Nabelwulst

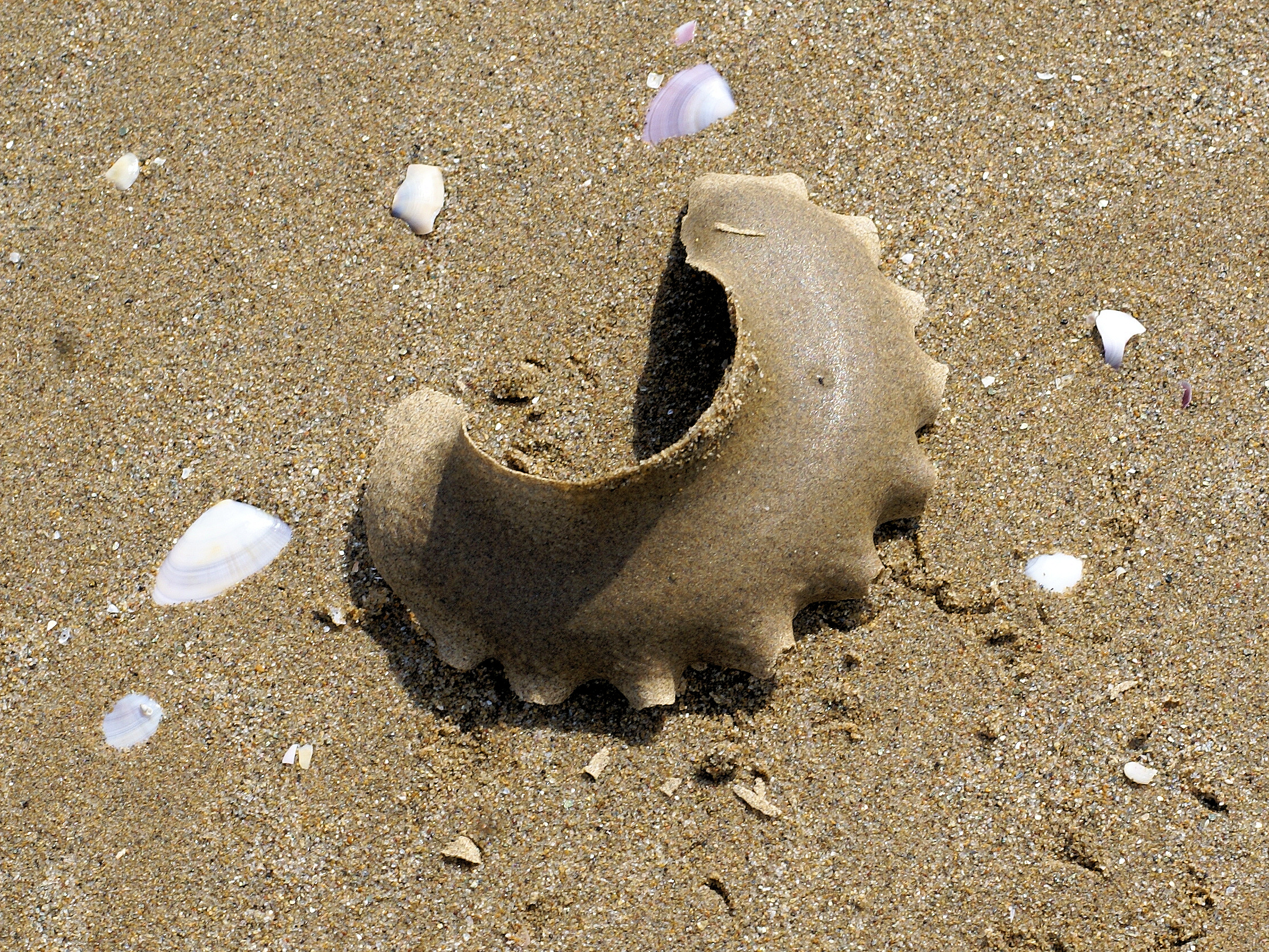
Gelege von Neverita josephinia, Ebro-Delta, Katalonien, Spanien

Die Josephines Mondschnecke oder Josephines Nabelschnecke (Neverita josephinia) ist eine Schnecke aus der Familie der Mondschnecken, die sich von Mollusken ernährt. Sie lebt im Mittelmeer und angrenzenden Gebieten des Atlantiks.

## Merkmale
Das halbkugelförmige, sehr schiefe und flachgedrückte Schneckenhaus von Neverita josephinia, das bei ausgewachsenen Schnecken bis zu 2,8 cm Länge und einen Durchmesser von bis zu 3,6 cm erreicht, hat eine glatte, glänzende Oberfläche und deutlich sichtbare Anwachsstreifen. Die Umgänge des Gewindes sind sehr flach. Der Körperumgang ist ab der Mitte stark gerundet und allmählich über in den sehr weiten, trichterförmigen Nabel, dessen Mitte ganz von einem dicken, halbzylindrischen Wulst ausgefüllt wird, der nur selten auch den erweiterten Teil desselben teilweise anfüllt. Die Gehäusemündung ist sehr schief und halb eiförmig.
Die Oberfläche des Gehäuses ist fleischrot gefärbt und geht ins Bläuliche über. Die Naht ist von einer gelblichen Binde umgeben. Die Spitze und die Basis des Hauses sind weißlich, die Oberseite des Schlundes rotbraun. Der Nabelwulst ist blass bräunlich fleischfarben. Das honigfarbene Operculum der Josephine-Mondschnecke ist dünn und hornig.
Mesopodium und Propodium der Schnecke sind ganz weiß und bedecken das Schneckenhaus beim Kriechen fast vollständig bis nach oben hin. Das Mesopodium ist etwa doppelt so breit wie das Schneckenhaus und verbreitert sich nach hinten. Das Propodium hat ungefähr Gehäuselänge.
Die kragenförmigen, aus Sand und Gallerte gebildeten Gelege der getrenntgeschlechtlichen Josephine-Mondschnecke haben einen Durchmesser von etwa 5 bis 6 cm. Die Entwicklung der Larvalstadien läuft in den winzigen Eikapseln ab, die jeweils ein Ei enthalten. Die schlüpfenden Jungtiere, fertige Schnecken, haben eine Gehäuselänge von etwa 780 μm.

## Verbreitung und Lebensweise
Die Josephine-Mondschnecke tritt im Mittelmeer auf. Dort ist sie auf sandigen Böden sehr häufig. Sie lebt in der Gezeitenzone und unterhalb in Tiefen von bis zu 20 Metern. Wie andere Mondschnecken ernährt sich Neverita josephinia von Muscheln und Schnecken. Die Beute wird mit dem Fuß umfasst und mit der Radula ein Loch in die Schale gebohrt.